# Automa a stati finiti probabilistico
Un automa a stati finiti probabilistico è, in matematica e informatica teorica,  una generalizzazione degli automi finiti non deterministici dove ogni ad transizione dell'automa è associata una probabilità. Le transizioni sono rappresentate in modo compatto da matrici stocastiche. I linguaggi riconosciuti dagli automi probabilistici sono chiamati linguaggi stocastici; comprendono ed estendono la famiglia dei linguaggi regolari. In particolare, il numero dei linguaggi stocastici non è numerabile; mentre quello dei linguaggi regolari lo è.
Il concetto di automa probabilistico è stato introdotto da Michael O. Rabin nel 1963. Un'estensione di questa definizione porta agli automi quantistici.

## Definizione
Un automa probabilistico è fatto da un automa finito non deterministico, dove a ogni transizione è associata una probabilità, ossia un numero reale compreso tra 0 e 1.
Come per un normale automa a stati finiti (non deterministico), un automa probabilistico su un alfabeto {\displaystyle \Sigma } è una sestupla {\displaystyle {\mathcal {A}}=\left\langle \Sigma ,Q,\delta ,s_{0},T.\pi \right\rangle } con:
- {\displaystyle \Sigma =\{a_{0},a_{1},\ldots ,a_{n}\}} insieme finito di simboli chiamato alfabeto
- {\displaystyle Q=\{s_{0},s_{1},\ldots ,s_{m}\}} insieme finito di stati
- {\displaystyle \delta :Q\times \Sigma \to Q} funzione di transizione fra stati
- {\displaystyle s_{0}\in Q} stato iniziale
- {\displaystyle T\subseteq Q} insieme di stati terminali o finali
- {\displaystyle \pi :Q\times \Sigma \to [0,1]^{m+1}} probabilità di transizione

Il vettore {\displaystyle \pi (s,a)}, detto "probabilità della transizione", è associato a ogni transizione {\displaystyle (p,a)} definita da {\displaystyle \delta }, con {\displaystyle s\in Q{\text{ e }}a\in \Sigma }. {\displaystyle \pi (s,a)} assume valori reali positivi fra 0 e 1 tali che il suo i+1-esimo elemento {\displaystyle p_{i}(s,a)} corrisponde alla probabilità di avere {\displaystyle \delta (s,a)=s_{i}}, ossia di andare a finire in {\displaystyle s_{i}} dopo aver letto {\displaystyle a} in {\displaystyle s}. 
La somma delle probabilità è uguale a 1.
Ponendo {\displaystyle p_{i}(s,a)=0} se {\displaystyle (s,a)} non ha una transizione in {\displaystyle s_{i}}, questa condizione si esprime, per ogni stato {\displaystyle s} e ogni lettera {\displaystyle a}:
{\displaystyle \sum _{i}p_{i}(s,a)=1}
Si definiscono delle matrici stocastiche {\displaystyle P(a)} per ogni lettera {\displaystyle a\in \Sigma }, tali che
{\displaystyle P(a)_{s,i}=p_{i}(s,a)}
La funzione {\displaystyle \pi } si estende alle parole.
Sia {\displaystyle w} una parola e sia {\displaystyle s_{j}\xrightarrow {w} s_{i}} un cammino da {\displaystyle s_{j}} a {\displaystyle s_{i}} con l'etichetta {\displaystyle w}. La probabilità di questo cammino è il prodotto delle probabilità delle transizioni che lo compongono. La probabilità {\displaystyle p_{i}(s_{j},w)} è definita come la somma delle probabilità dei cammini {\displaystyle s_{j}\xrightarrow {w} s_{i}} da {\displaystyle s_{j}} a {\displaystyle s_{i}} con l'etichetta {\displaystyle w}. Questa definizione si esprime matricialmente con la matrice {\displaystyle Q\times Q}, prodotto delle matrici {\displaystyle P(a_{1}),P(a_{2}),\ldots ,P(a_{n})}:
{\displaystyle P(w)=P(a_{1})P(a_{2})\cdots P(a_{n})}
con {\displaystyle w=a_{1}a_{2}\cdots a_{n}}.
Quindi si ha {\displaystyle P(w)_{s_{j},s_{i}}=p_{i}(s_{j},w)}.
La "probabilità di accettazione" di una parola {\displaystyle w} da parte dell'automa probabilistico {\displaystyle {\mathcal {A}}} è la somma sugli stati terminali {\displaystyle t_{i}\in T} delle probabilità {\displaystyle \pi (s_{0},w)}, dove {\displaystyle s_{0}} è lo stato iniziale. Questa probabilità si scrive anche {\displaystyle \pi _{\mathcal {A}}(w)}. Anche questo valore si può esprimere in forma matriciale:
{\displaystyle \pi _{\mathcal {A}}(w)=\lambda P(w)\gamma }
dove {\displaystyle \lambda } è il {\displaystyle Q}-vettore linea i cui valori sono tutti zero tranne quello di indice {\displaystyle i}, che vale 1, e dove {\displaystyle \gamma } è il {\displaystyle Q}-vettore colonna con i valori tutti zero eccetto quelli il cui indice è in {\displaystyle T}, che valgono 1.

## Esempio

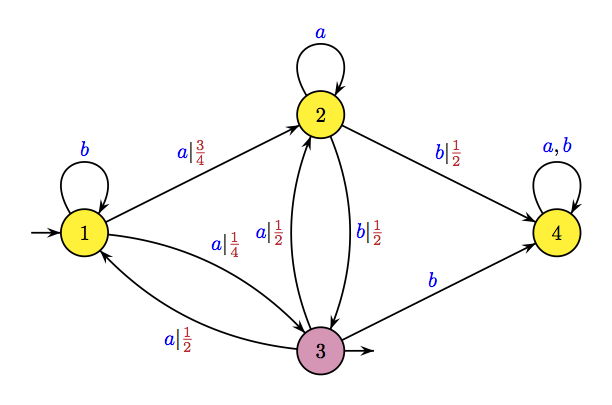
Un automa probabilistico. Lo stato 1 è iniziale, lo stato 4 è terminale. Le probabilità sono segnate accanto alle etichette (la loro assenza significa probabilità 1).

Prendiamo l'esempio a destra di un automa a quattro stati, le matrici {\displaystyle P(a)} e {\displaystyle P(b)} e vettori {\displaystyle \lambda } e {\displaystyle \gamma } sono dati da:
{\displaystyle \lambda =(1,0,0,0)\qquad P(a)={\begin{pmatrix}0&{\tfrac {3}{4}}&{\tfrac {1}{4}}&0\\0&1&0&0\\{\tfrac {1}{2}}&{\tfrac {1}{2}}&0&0\\0&0&0&1\end{pmatrix}}\qquad P(b)={\begin{pmatrix}1&0&0&0\\0&0&{\tfrac {1}{2}}&{\tfrac {1}{2}}\\0&0&0&1\\0&0&0&1\end{pmatrix}}\qquad \gamma ={\begin{pmatrix}0\\0\\1\\0\end{pmatrix}}}
Ad esempio, abbiamo {\displaystyle \lambda P(a)P(b)=(0,0,{\tfrac {3}{8}},{\tfrac {5}{8}})}, con la probabilità di accettare {\displaystyle ab} che è pertanto {\displaystyle \lambda P(a)P(b)\gamma =3/8} .

## Linguaggio stocastico

### Soglia di accettazione
Sia {\displaystyle \eta } un numero reale tale che {\displaystyle 0\leq \eta <1}. Il linguaggio accettato dall'automa probabilistico {\displaystyle {\mathcal {A}}} con soglia {\displaystyle \eta } è l'insieme delle parole la cui probabilità di accettazione è maggiore di {\displaystyle \eta }. Questo linguaggio stocastico è {\displaystyle L({\mathcal {A}},\eta )}, definito da
{\displaystyle L({\mathcal {A}},\eta )=\{w\in A^{*}\mid \lambda P(w)\gamma >\eta \}}
Il numero {\displaystyle \eta } è chiamato "soglia" o cut point.
Un cut point è detto "isolato" se esiste un numero reale {\displaystyle \delta >0} tale che, per ogni parola {\displaystyle w}, si ha 
{\displaystyle \left|\pi _{\mathcal {A}}(w)-\eta \right|\geq \delta }

### Proprietà
Tutti i linguaggi regolari sono stocastici e alcune restrizioni dei linguaggi stocastici sono regolari:
- Ogni linguaggio stocastico la cui soglia è 0 è razionale.
- Ogni linguaggio stocastico isolato è razionale.

Di contro, non vi è l'uguaglianza, come mostra l'esempio seguente.

#### Esempio di un linguaggio stocastico che non è regolare
Sia l'automa {\displaystyle {\mathcal {A}}} a due stati sull'alfabeto binario dato dalle matrici:
{\displaystyle \lambda =(1,0)\qquad P(0)={\begin{pmatrix}1&0\\{\tfrac {1}{2}}&{\tfrac {1}{2}}\end{pmatrix}}\qquad P(1)={\begin{pmatrix}{\tfrac {1}{2}}&{\tfrac {1}{2}}\\0&1\end{pmatrix}}\qquad \gamma ={\begin{pmatrix}0\\1\end{pmatrix}}}
Per una parola binaria {\displaystyle w=b_{1}b_{2}\cdots b_{n}}, il coefficiente {\displaystyle P(w)_{1,2}} della matrice {\displaystyle P(w)} è uguale a
{\displaystyle P(w)_{1,2}=\sum _{j=1}^{n}b_{j}2^{n+1-j}} ;
Questo è il numero razionale che si può scrivere in notazione binaria {\displaystyle 0,b_{n}b_{n-1}\cdots b_{1}}. Per un valore di {\displaystyle \eta }, il linguaggio {\displaystyle L({\mathcal {A}},\eta )} accettato da questo automa è quindi l'insieme di parole che rappresentano un numero binario maggiore di {\displaystyle \eta }. È chiaro che se {\displaystyle \eta <\eta '}, allora {\displaystyle L({\mathcal {A}},\eta )\subset L({\mathcal {A}},\eta ')} e questa inclusione è rigorosa. Di conseguenza, esiste un numero non numerabile di linguaggi della forma {\displaystyle L({\mathcal {A}},\eta )} per questo automa; poiché il numero di linguaggi regolari è numerabile, ciò implica l'esistenza di linguaggi stocastici che non sono regolari.

### Problemi di decidibilità
La maggior parte dei problemi sono indecidibili. Questi problemi possono essere formulati anche mediante quella che viene chiamata "immagine" di un automa a stati finiti probabilistico, definito come l'insieme{\displaystyle \Omega ({\mathcal {A}})=\{\pi _{\mathcal {A}}(w)\mid w\in A^{*}\}}.
- Il problema di sapere se il linguaggio {\displaystyle L({\mathcal {A}},\eta )} accettato è vuoto o no, è indecidibile per {\displaystyle 0<\eta <1}. Equivale al problema di sapere se {\displaystyle \Omega ({\mathcal {A}})} contiene un valore maggiore di {\displaystyle \eta }.

- Il problema di sapere se un numero {\displaystyle \eta } è una cut point isolato per un automa {\displaystyle {\mathcal {A}}}, è indecidibile. Equivale al problema di sapere se c'è un intervallo aperto centrato intorno {\displaystyle \eta } disgiunto da {\displaystyle \Omega ({\mathcal {A}})} .

- Sapere se esiste un numero {\displaystyle \eta } che è un cut point isolato per {\displaystyle {\mathcal {A}}}, è indecidibile. Equivale a sapere se {\displaystyle \Omega ({\mathcal {A}})} è denso nell'intervallo {\displaystyle [0,1]}.